# Борислав Антонов
Борислав Антониев Антонов е български икономист и политик от „Продължаваме промяната“. Народен представител в XLVII народно събрание. Притежава опит в сферата на мениджмънта, иновациите и устойчивото развитие. Бил е консултант във водещи инициативи в сферата на иновациите във Франция, най-вече в сферата на автомобилния бизнес. Има управленски опит както в НПО в областта на устойчивия бизнес, така и в малка компания.

## Биография
Борислав Антонов е роден на 14 април 1986 г. в град София, Народна република България.
На парламентарните избори през ноември 2021 г. като кандидат за народен представител е 7-ми в листата на „Продължаваме промяната“ за 23 МИР София, откъдето е избран.